# Портрет Дмитрия Дмитриевича Шепелева
«Портрет Дмитрия Дмитриевича Шепелева» — картина Джорджа Доу и его мастерской из Военной галереи Зимнего дворца.
Картина представляет собой погрудный портрет в профиль генерал-лейтенанта Дмитрия Дмитриевича Шепелева из состава Военной галереи Зимнего дворца.
К началу Отечественной войны 1812 года генерал-майор Шепелев находился в отставке и вскоре после начала вторжения Наполеона был зачислен на строевую службу по кавалерии. После Бородинского сражения командовал гвардейской кавалерийской бригадой, во главе которой с отличием сражался при Тарутино, Малоярославце и под Красным, за взятие Кенигсберга был произведён в генерал-лейтенанты. Во время Заграничного похода 1813 года сражался в Польше и Германии, был при блокаде Гамбурга. В 1815 году командовал 2-й гусарской дивизией и принял участие в кампании Ста дней.
Изображён в генеральском мундире, введённом для кавалерийских генералов 6 апреля 1814 года, на плечи наброшена шинель. Слева на груди звезда ордена Св. Анны 1-й степени; на шее крест ордена Св. Георгия 3-го класса; по борту мундира крест ордена Св. Владимира 2-й степени; справа на груди золотой крест «За взятие Праги», серебряная медаль «В память Отечественной войны 1812 года» на Андреевской ленте, бронзовая дворянская медаль «В память Отечественной войны 1812 года» на Владимирской ленте, крест ордена Св. Иоанна Иерусалимского и звезда ордена Св. Владимира 2-й степени. Подпись на раме: Д. Д. Шепелевъ, Генералъ Лейтенантъ.
7 августа 1820 года Комитетом Главного штаба по аттестации Шепелев был включён в список "генералов, заслуживающих быть написанными в галерею и 27 января 1822 года император Александр I приказал написать его портрет. Сам Шепелев в это время вновь находился в отставке и постоянно проживал в своём имении в Нижегородской губернии, вернулся на службу в 1826 году с определением состоять по кавалерии. Аванс Доу был выплачен 16 октября 1826 года. Известно, что в январе 1828 года Шепелев приезжал в Санкт-Петербург из Москвы, где встретился с художником. Оставшуюся часть гонорара Доу получил 22 апреля 1828 года. Готовый портрет принят в Эрмитаж 26 апреля 1828 года.

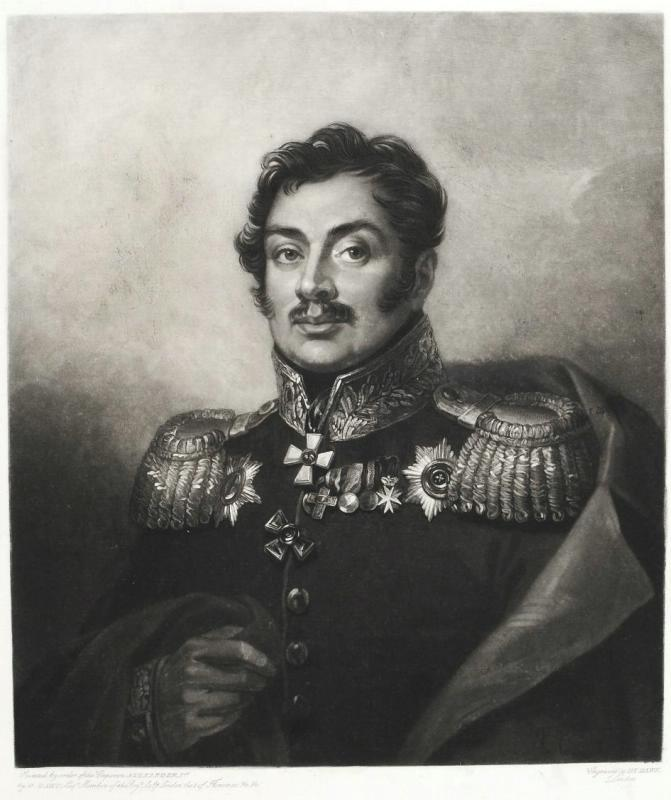
Гравюра Г. Доу
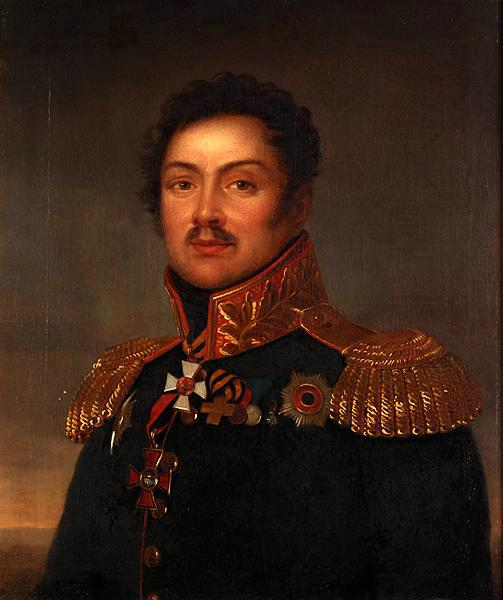
Копия из Бородинской панорамы

В Лондоне фирмой Messrs Colnaghi по заказу петербургского книготорговца С. Флорана была сделана датированная сентябрём 1828 года гравюра Г. Доу. Отпечаток этой гравюры имеется в собрании Саратовском художественном музее (бумага, меццо-тинто, 39,3 × 30,9 см, инвентарный № Г-3216). На этой гравюре заметна рука Шепелева, которой он придерживает край шинели и которая отсутствует на галерейном портрете. А. А. Подмазо объясняет это несоответствие следующим образом: из-за того, что Доу в части своих работ использовал нестойкие асфальтовые краски, склонные к быстрому потемнению, то часть портретов его работы очень быстро потемнели, соответственно ему пришлось их срочно исправлять, в том числе и портрет Шепелева. Поскольку исправлением портретов в основном занимался не столько сам Доу, сколько его подмастерья В. А. Голике и А. В. Поляков, то из-за спешки они не обратили внимания на руку и в галерейном портрете она «исчезла».
В собрании Бородинской панорамы есть копия с галерейного портрета работы неизвестного художника (холст, масло, 65,5 × 56 см, инвентарный № Ж-48), основное её отличие — Шепелев изображён без шинели и поменялись местами серебряная и бронзовая медали 1812 года.